# Spartak Kijów
Spartak Kijów (ukr. «Спартак» Київ) – ukraiński klub piłkarski z siedzibą w stolicy kraju, mieście Kijów, działający w latach 1930–1960.

## Historia
Chronologia nazw:
- 1930: Promkooperacja Kijów (ukr. «Промкооперація» Київ, ros. «Промкооперация» Киев)
- 1935: Spartak Kijów (ukr. «Спартак» Київ, ros. «Спартак» Киев)
- 1960: klub rozwiązano

Drużyna piłkarska Promkooperacja została założona w Kijowie w 1930 roku i reprezentowała związki zawodowe pracowników kooperacji przemysłowej. W 1932 zespół uczestniczył w Spartakiadzie Promkooperacji. 19 kwietnia 1935 roku zostało utworzone ochotnicze towarzystwo sportowe „Spartak”, które przejęło pracowników kooperacji przemysłowej. W 1935 roku zespół debiutował w mistrzostwach Kijowa.
W 1936 startował w rozgrywkach Pucharu ZSRR.
W 1937 debiutował w Grupie D Mistrzostw ZSRR, w której zajął 11 miejsce.
W latach 1941-1945, jak większość klubów piłkarskich ZSRR, nie funkcjonował. Po zakończeniu II wojny światowej wznowił działalność i w 1946 klub startował w Trzeciej Grupie, ukraińskiej strefie centralnej. Po zakończeniu sezonu spadł do rozgrywek lokalnych.
Dopiero w 1949 klub ponownie przystąpił do rozgrywek na szczeblu ogólnokrajowym, ale już w Drugiej Grupie, strefie Ukraińskiej. Później występował tylko w rozgrywkach lokalnych. W 1960 po raz ostatni startował w mistrzostwach Kijowa, po czym został rozwiązany.

## Sukcesy
- strefa ukraińska Wtoroj Grupy Mistrzostw ZSRR:
  - 10 miejsce (1): 1949
- Puchar ZSRR:
  - 1/8 finału (1): 1937
- Puchar obwodu kijowskiego:
  - finalista (2): 1941, 1954

## Znani piłkarze
- Ołeksandr Ałpatow
- Wołodymyr Chanenko
- Iwan Czyrjew

## Inne
- Dynamo Kijów